# Xylocopa ornata
Xylocopa ornata är en biart som beskrevs av Smith 1874. Xylocopa ornata ingår i släktet snickarbin, och familjen långtungebin. Inga underarter finns listade i Catalogue of Life.